# Układ lombardzki

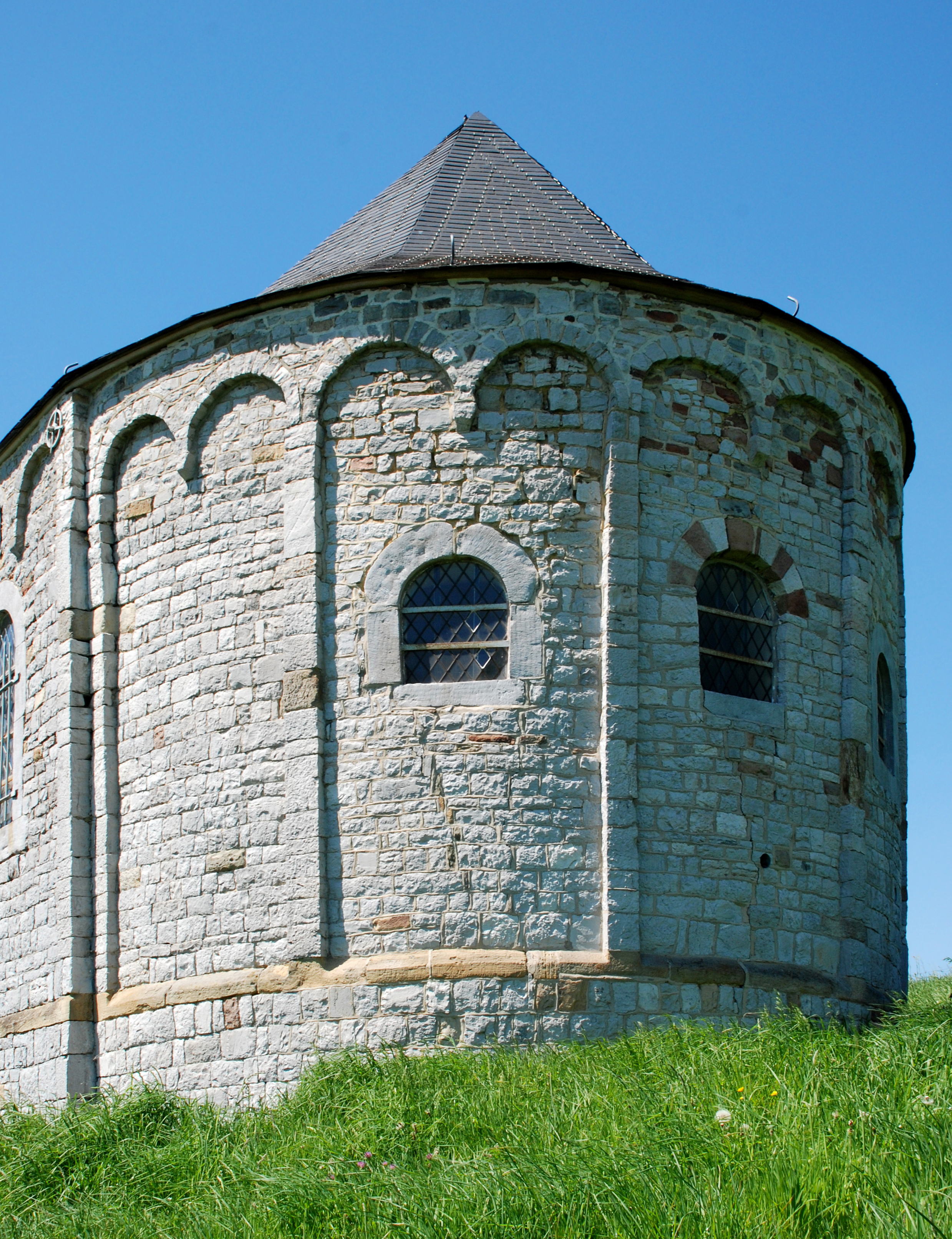
Układ lombardzki

Układ lombardzki - sposób dekorowania murów zewnętrznych budowli w okresie przedromańskim i wczesnoromańskim poprzez zestawienie pionowych, wąskich lizen poprowadzonych przez całą wysokość ścian oraz łączących je poniżej gzymsu fryzów arkadkowych.
Układ często wzbogacano rytmicznie rozmieszczonymi niszami. Lizeny umieszczano przede wszystkim w miejscach przekazywania na ściany obciążeń od sklepień przykrywających wnętrza budowli.
Dekoracja była stosowana przede wszystkim w budowlach murowanych z cegły w XI-XII wieku.